# ژودیت شاملا
ژودیت شاملا (فرانسوی: Judith Chemla‎؛ زادهٔ ۱۹۸۵ (۳۹–۴۰ سال)) هنرپیشه اهل کشور فرانسه است. وی از سال ۲۰۰۷ میلادی تاکنون مشغول فعالیت بوده‌است.
از فیلم‌هایی که وی در آنها نقش داشته‌است می‌توان به هلفون، مردی که خیلی دوستش داشتیم، دروغ زیبا و یک روز در موزه اشاره کرد.